# Clasificaciones paralímpicas de esquí alpino

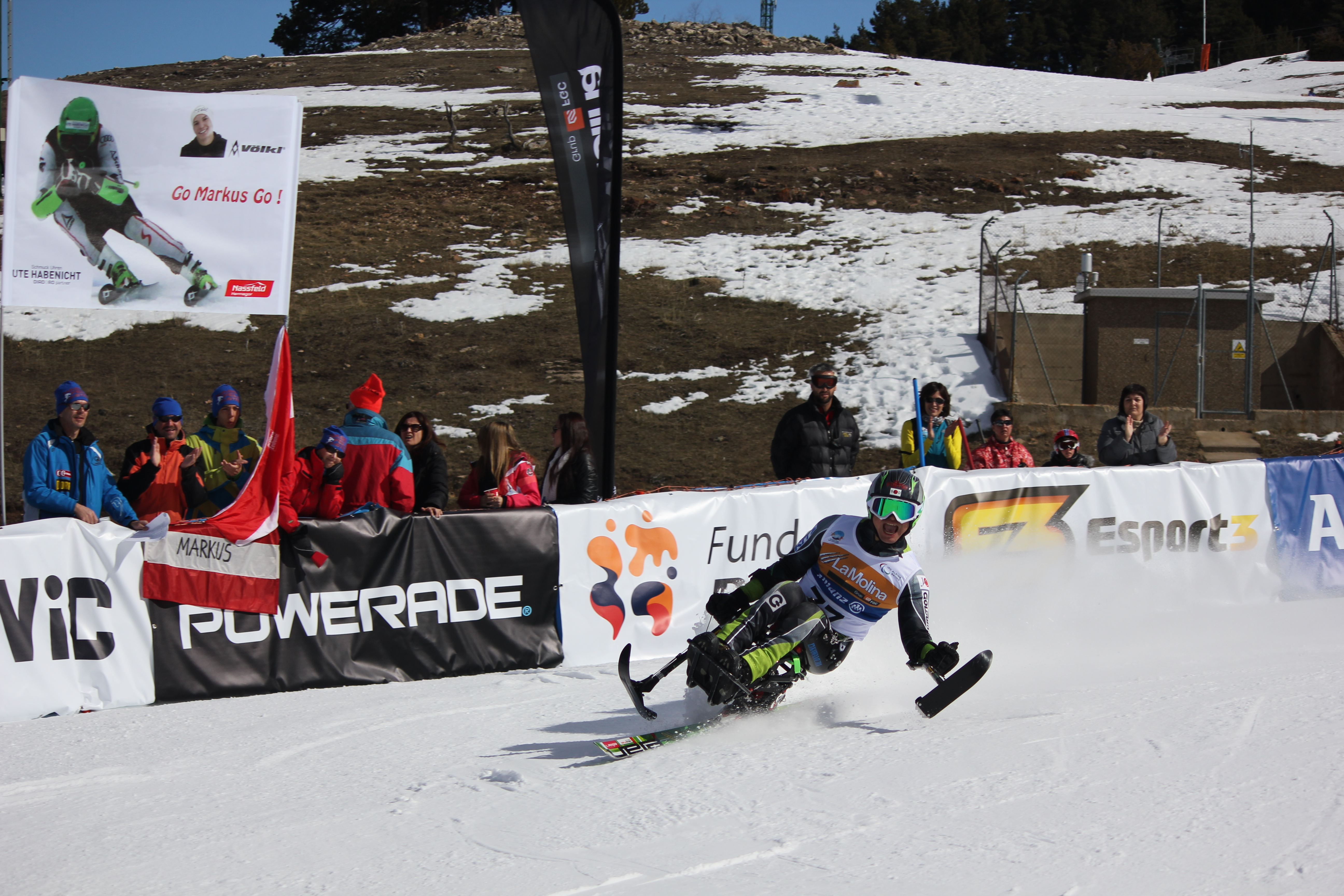
Las clasificaciones se agrupan en tres tipos: de pie, en silla (en la imagen), y deficientes visuales. Estos tres tipos se subdividen a su vez en un total de 13 clases, en función del grado de discapacidad.

Las clasificaciones paralímpicas de esquí alpino se utilizan en el esquí alpino paralímpico para asegurar una competición justa entre los esquiadores con distintos tipos de discapacidades. Las clasificaciones se agrupan en tres tipos: de pie, en silla, y deficientes visuales. Estos tres tipos se subdividen a su vez en un total de 13 clases, en función del grado de discapacidad. La regulación de las clasificaciones la dirige el Comité Paralímpico Internacional. Algunos sistemas de clasificaciones están gobernados por otras instituciones aparte del Comité Paralímpico Internacional, como las Special Olympics. En este deporte pueden participar todas las personas con discapacidad física o visual. No pueden participar personas con discapacidad mental. 
Los primeros sistemas de clasificaciones para esquí alpino paralímpico se desarrollaron en Escandinavia en la década de 1960, originalmente diseñados para esquiadores con amputaciones. En esa época aún no se había desarrollado el equipo necesario para permitir la participación de esquiadores con lesiones en la columna vertebral. En los primeros Juegos Paralímpicos de Invierno de 1976, este deporte tenía dos clasificaciones. En la década de 1980 surgieron clasificaciones para esquiadores con parálisis cerebral. Al mismo tiempo, inspirados por la clasificación de baloncesto en silla de ruedas, comenzaron los esfuerzos para hacer de la clasificación un sistema más funcional. Hasta diez clases existían en esa década, y desde entonces se han hecho esfuerzos para mejorar la eficiencia en las clasificaciones reduciendo el número de clases para que se entreguen menos medallas.
La normativa utilizada en las competiciones está adaptada del reglamento de la Federación Internacional de Esquí. Los esquiadores con deficiencias visuales compiten con la ayuda de guías que les dirigen por las pistas. Para los esquiadores que compiten en la categoría de pie, las distintas reglas en las clases determinan qué tipo de equipo pueden usar en competición, como bastones especiales o un único esquí. Los que compiten en silla utilizan un sit-ski (silla-esquí). Los esquiadores se clasifican en función de la evaluación médica y su posición corporal cuando esquían. Los esquiadores con deficiencias visuales se valoran únicamente en función de la evaluación médica.

## Definición
El sistema clasificatorio de esquí alpino paralímpico busca asegurar la competición leal en el deporte mediante la categorización de esquiadores según su movilidad funcional o deficiencia visual. Las clasificaciones de los amputados se basan en su movilidad con la ayuda de tecnologías de apoyo.
Las personas con parálisis cerebral (Cerebral Palsy, CP) con clasificación CP1 a CP8 se encuadran dentro de las clasificaciones de esquí. Los esquiadores de CP5 a CP8 compiten de pie con la ayuda de equipo. Las clasificaciones para deficientes visuales se basan en clasificaciones médicas, no funcionales. En 1995, las clasificaciones de esquí eran LW1, LW2, LW3, LW4, LW5/7, LW6/8, y LW9, siendo LW las siglas de Locomotor Winter. Había tres clasificaciones para silla-esquí: LW10, LW11 y LW12. La clasificación para personas con parálisis cerebral es complicada porque los niveles de espasticidad pueden variar durante la carrera.

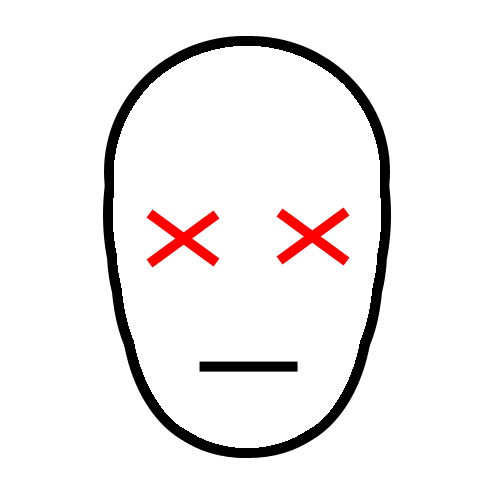
Visualización de la visión funcional de un deportista B1
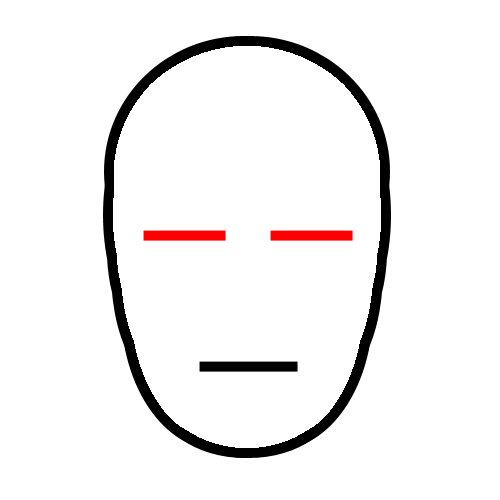
Visualización de la visión funcional de un deportista B2
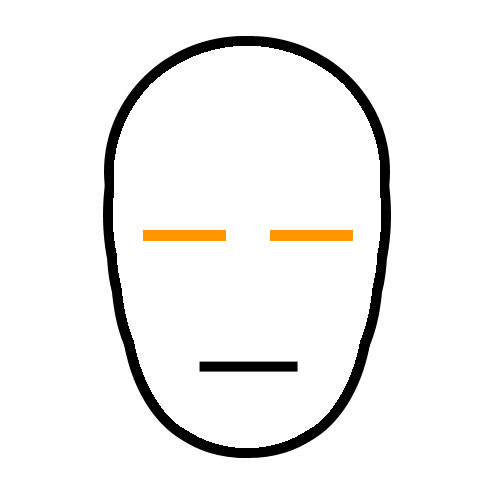
Visualización de la visión funcional de un deportista B3
Campo de movilidad funcional de un esquiador clasificado como CP5
Campo de movilidad funcional de un esquiador clasificado como CP5/CP6
Campo de movilidad funcional de un esquiador clasificado como CP6/CP7
Campo de movilidad funcional de un esquiador clasificado como CP7/CP8

Existen 9 clasificaciones para competir de pie, siendo LW1 la más severa y LW9 la menos severa. Para competir en silla hay tres clasificaciones, LW10, LW11 y LW12. Estas se agrupan de la más severa LW10 a la menos severa LW12. La LW10 tiene paraplejia T5-T10.
En 2010, había tres clasificaciones para deficientes visuales, B1, B2 y B3. La más severa era B1, y la menos severa era B3, con esquiadores en esta última categoría teniendo una visión de alrededor 2/60 a 6/60. Más allá del nivel de deficiencia visual, estudios realizados en el Central Institute on Employment Abilities of the Handicapped en Moscú han encontrado diferencias en las capacidades funcionales basadas en las diferencias en agudeza visual, lo que juega un papel importante al esquiar.
En 1997, Mirre Kipfer fue una de las clasificadoras del esquí alpino paralímpico. Dijo que "en ocasiones los deportistas intentar hacer trampas, esconder lo que de verdad pueden hacer. Hay deportistas que quieren estar en una clase más ventajosa para ellos. En las pruebas y clasificaciones no muestran lo que realmente pueden hacer. Intentan mostrar que no pueden hacer algún movimiento, y por eso hemos comenzado a hacer tests funcionales." Añadió además que "el segundo problema es que cuando tienes a un muy buen deportista que está muy bien entrenado, no quieres castigar a esa persona por su rendimiento. Él o ella puede ser un deportista de élite realizando una muy buena actuación, y puedes sentir la tentación de decir, 'OK, está haciéndolo tan bien que debe de estar en otra clase'. Intentamos tener menos clases para no tener, por ejemplo, 10 o 12 medallas en deportes alpinos. Tratamos de revisar las clases, pero siempre existen clases límite y siempre es difícil. Para invierno nuestro objetivo es tener tres clases, como en silla, de pie y deficientes visuales: ese es sin duda el futuro que todos esperamos."
| Clase   | Descripción                                                                                                   | Equipo típico              |
| ------- | --- | -------------------------- |
| LW1     | Doble amputación por encima de la rodilla, parálisis cerebral de moderada a severa, o impedimento equivalente | Dos esquís, dos outriggers |
| LW2     | Deportistas con discapacidad en una de las extremidades inferiores que esquíen con un esquí y dos bastones    | Un esquí, dos outriggers   |
| LW3     | Doble amputación por debajo de las rodillas, paralíticos cerebrales leves (clases CP5 y CP6)                  | Dos esquís, dos bastones   |
| LW4     | Esquiadores con prótesis                                                                                      | Dos esquís, dos bastones   |
| LW5/7-1 | Doble amputación de brazos por encima del codo                                                                | Dos esquís, sin bastones   |
| LW5/7-2 | Doble amputación de brazos, una por encima y otra por debajo del codo                                         | Dos esquís, sin bastones   |
| LW5/7-3 | Doble amputación de brazos por debajo del codo                                                                | Dos esquís, sin bastones   |
| LW6/8.1 | Amputación de un único brazo por encima del codo                                                              | Dos esquís, un bastón      |
| LW6/8.2 | Amputación de un único brazo por debajo del codo                                                              | Dos esquís, un bastón      |
| LW9.1   | Amputación o impedimento equivalente en un brazo y una pierna por encima de la rodilla                        | Pueden elegir equipo       |
| LW9.2   | Amputación o impedimento equivalente en un brazo y una pierna por debajo de la rodilla                        | Pueden elegir equipo       |

| Clase  | Descripción                                                                             |
| ------ | --------------------------------------------------------------------------------------- |
| LW10.1 | Paraplejia sin función abdominal superior y sin equilibrio funcional al sentarse        |
| LW10.2 | Paraplejia con alguna función abdominal superior y sin equilibrio funcional al sentarse |
| LW11   | Paraplejia con razonable equilibrio funcional al sentarse                               |
| LW12.1 | Paraplejia con alguna funcionalidad en las piernas y buen equilibrio al sentarse        |
| LW12.2 | Doble amputación en las piernas por encima de las rodillas                              |

| Clase | Descripción                                                                        |
| ----- | ---------------------------------------------------------------------------------- |
| B1    | Ciegos totales                                                                     |
| B2    | Deficientes visuales con un pequeño resto de visión (agudeza visual menor de 2/60) |
| B3    | Deficientes visuales con mayor resto de visión (agudeza visual de 2/60 a 6/60)     |

## Dirección
El Comité Paralímpico Internacional dirige el esquí alpino paralímpico. En los comienzos de este deporte quien se encargaba de esto era la Organización Internacional de Deportes para Discapacitados (ISOD, en sus siglas en inglés), fundada en 1964. En 1980 había dos organizaciones que manejaban las clasificaciones, la ISOD y la Federación Internacional de Juegos Stoke Mandeville (ISMWSF, en sus siglas en inglés). La ISMWSF estaba al cargo de las clasificaciones para atletas con discapacidades relacionadas con las columna vertebral. En 1981 se creó la Federación Internacional de Deportes para Ciegos (IBSA, en sus siglas en inglés), que pasó a encargarse de los esquiadores con deficiencias visuales. En 2003, la ISMWSF se fusionó con el ISOD, y en 2004 cambió su nombre por el de Federación Internacional de Deportistas en SIllas de Ruedas y Amputados (IWAS, en sus siglas en inglés).
Aunque la Asociación de Deportes y Recreo para Paralíticos Cerebrales (CP-ISRA, en sus siglas en inglés) tiene interés por el deporte porque está abierto a gente con paráisis cerebral, no lo dirigen. En 1983, las reglas para este deporte y la aprobación para las clasificaciones las realizaba la CP-ISRA, pero en 2002, las reglas que rigen este deporte, incluyendo la clasificación, se establecieron según el Manual del Comité Paralímpico Internacional de 1994.

## Idoneidad
Este deporte está abierto a todos los competidores con una discapacidad física o visual. No está abierto a personas con discapacidad intelectual. En 1983, la Asociación de Deportes y Recreo para Paralíticos Cerebrales (CP-ISRA, en sus siglas en inglés) fijó las condiciones para poder participar en este deporte. Definieron la parálisis cerebral como una lesión cerebral no progresiva que produce un impedimento. Las personas con parálisis cerebral o daño cerebral no progresivo podían ser candidatos a ser clasificados por ellos. La organización también trató la clasificación de personas con impedimentos similares. Para su sistema de clasificación, las personas con espina bífida no podían ser aceptadas a no ser que tuvieran evidencias médicas de una disfunción locomotriz. Las personas con parálisis cerebral y epilepsia podían ser clasificados siempre que su condición no interfiriera con su habilidad para competir. Las personas que habían tenido infartos podían ser clasificadas tras haber recibido el visto bueno médico. Los deportistas con esclerosis múltiple, distrofia muscular y artrogriposis quedaban descartados de poder ser clasificados por la CP-ISRA, pero podían ser clasificados por la Organización Internacional de Deportes para Discapacitados (ISOD, en sus siglas en inglés) para los Juegos de Les Autres.

## Historia
Los primeros sistemas de clasificación se desarrollaron en Escandinavia. Las clasificaciones para deportes de invierno inicialmente eran de tipo médico, hasta progresar a un sistema basado en la funcionalidad. El sistema de clasificaciones original era para amputados, y se realizaban las clasificaciones en función del tipo de amputación de la persona tras la determinación de un experto médico. No podían competir las personas con otros tipos de discapacidades. Durante la década de 1970, se desarrolló equipamiento para esquiadores con lesiones en la columna vertebral, pero todavía no había un sistema de clasificaciones completamente desarrollado para el deporte.
En los primeros Juegos Paralímpicos de Invierno, los de 1976, los organizadores tuvieron una diferencia de opinión con el fundador de los Juegos Paralímpicos Ludwig Guttmann, porque querían un sistema de clasificaciones funcional, no médico, desde el principio. Se salieron bastante con la suya, aunque el sistema que se acabó usando había sido desarrollado en Örnsköldsvik, Suecia, y estaba basado en el equipamiento utilizado por el esquiador en lugar de en un sistema de clasificaciones verdaderamente funcional. Fue en los Juegos Paralímpicos de Invierno de 1976 donde por primera vez compitieron otras clases además de las de lesiones de columna vertebral en unos Juegos Paralímpicos. Solo había dos clasificaciones para el esquí alpino. Un atleta de Austria, con discapacidad en la columna vertebral como resultado de la polio, compitió en una prueba alpina. Pudo esquiar de pie y competir contra esquiadores amputados.
En 1983, la CP-ISRA realizaba las clasificaciones para los deportistas con parálisis cerebral. Las clasificaciones se basaban en el sistema clasificatorio diseñado para las pruebas de atletismo. Había cinco clasificaciones para los paralíticos cerebrales. Durante la década de 1980, hubo tres clases en silla y otras siete clases. Durante esta misma década, existían clases para los esquiadores alpinos con discapacidad intelectual, como parte del movimiento Special Olympics, pese a no formar parte oficialmente del sistema de clasificaciones del esquí alpino paralímpico.
Para 1984, había cuatro organizaciones que se encargaban de regir las clasificaciones para este deporte. Eran la ISOD, la ISMGF, la IBSA y la CP-ISRA. En 1985, la sueca Brigitta Blomqwist, el suizo Andre Deville y el austríaco Richard Altenberger comenzaron a desarrollar un sistema de clasificaciones para el mono-esquí. Su sistema comenzó a usarse en competiciones en 1988. Antes de 1988, el proceso de evaluación para las clasificaciones frecuentemente incluía un examen médico para determinar la clase del deportista. Los cambios en las clasificaciones de los deportes de invierno para discapacitados evolucionaron hacia un sistema más funcional de forma más rápida gracias a los cambios en las clasificaciones para el baloncesto en silla de ruedas que comenzaron en 1983. El silla-esquí no estaba incluido en el programa paralímpico. Noruega trabajó para cambiar esto añadiendo las clasificaciones para silla-esquí a los Campeonatos del Mundo de 1986. Durante la década de 1990 todavía estuvo teniendo lugar el cambio de un sistema de clasificaciones basado en la evaluación médica a uno basado en la funcionalidad. Antes de los Juegos Paralímpicos de Nagano 1998, solamente podían participar los deportistas con deficiencias visuales, parálisis cerebral, y amputados en las clases de pie; en Nagano se añadieron las clasificaciones de sillaí. Para 2002, había tres clasificaciones para deficientes visuales.
Para los Juegos Paralímpicos de Salt Lake City 2002, los clasificadores fueron Mirre Kipfer, Bob Harney, Richard Altenberger y la Dra. Ann-Sophie von Celsing. Los clasificadores para los deficientes visuales fueron Roman Tolmatschev, Johan Wirsching y Axel Bolsinger. Había catorce clasificaciones, cuatro de ellas en silla, siete de pie y tres para deficientes visuales. Cuando no había suficientes deportistas en una clase, se empleaba un sistema de corrección para combinar clases. Esto se modificó en los Juegos Paralímpicos de Turín 2006, en el que los esquiadores se agrupaban en una de las tres categorías en función de su habilidad funcional: deficiencia visual, de pie y en silla. Las 14 clases aún existen, pero en estos tres grupos con las distintas clases teniendo sus resultados corregidos según su rendimiento medio histórico dentro de esa clasificación.
Defensores del deporte para discapacitados como Horst Strokhkendl han visto el debate sobre la inclusión de deportistas en competiciones para personas sin discapacidad como un obstáculo para el desarrollo de un sistema de clasificación independiente que no estuviera basado en las reglas del deporte para personas sin discapacidad. En aquel momento, los administradores del deporte intentaban introducir el esquí para discapacitados en competiciones para personas sin discapacidad tales como los Juegos Olímpicos. Estos esfuerzos concluyeron en 1993 cuando el Comité Paralímpico Internacional trató de crearse su propia identidad y cesó los esfuerzos para la inclusión del deporte para discapacitados en el programa olímpico. La gente con discapacidad tendía a participar más en este deporte durante la década de 1990, en comparación con otros deportes.
Durante esa misma década, existieron conversaciones sobre si los competidores en deportes de invierno con una menor discapacidad deberían participar en competiciones para discapacitados o en aquellas contra personas sin discapacidad. Al mismo tiempo, personas como el vicepresidente primero del CPI, Jens Bromann, sacaron a la palestra el tema de si las clasificaciones para ciegos debían combinarse o no en una única clase como se hace en otros deportes para discapacitados.
En 2006, los esquiadores con amputaciones todavía tenían un componente médico en la evaluación para su clasificación. El sistema de clasificaciones de tres grupos, que utilizaba el Realistic Handicap Competition and Kreative Renn Ergebnis Kontolle (RHC-KREK), se empleó por primera vez en los Juegos Paralímpicos. La decisión de utilizar el sistema RHC-KREK y limitarlo a las medallas de los tres grupos se tomó en la Asamblea de Esquí Alpino del CPI de octubre de 2004 para limitar el número posible de medallas que se ofrecían. Se implementó con carácter inmediato para todos los Juegos Paralímpicos y Campeonatos del Mundo del CPI. El sistema ha recibido críticas porque depende de los datos históricos de esquiadores individuales dentro de su propia clase, sin tener en cuenta las condiciones que pueden retrasar a un esquiador tales como la temperatura, la visibilidad y las precipitaciones.
De cara al futuro, el Comité Paralímpico Internacional, el mayor órgano encargado de clasificaciones del deporte para discapacitados, trabaja en mejorar las clasificaciones para que sea un sistema basado más en la evidencia que en el rendimiento, para no castigar a los deportistas de élite cuyo rendimiento les hace figurar en clases superiores junto a competidores que entrenan menos.

## Deportes
Existen tres clasificaciones para esquiadores con deficiencias visuales. Los esquiadores con deficiencias visuales generalmente siguen las mismas reglas que los esquiadores sin deficiencias visuales, establecidas por las Federación Internacional de Esquí. La principal diferencia es que los esquiadores con deficiencias visuales siguen a guías con visión que dan a los esquiadores instrucciones verbales de por dónde esquiar. El guía para esquiadores B1 generalmente se coloca detrás del esquiador para maximizar su capacidad para oírle. El guía le dice al esquiador cosas como cuándo debe cambiar su peso de lado, los elementos del circuito que se aproximan, y cómo posicionarse para aprovechar las carreras diágonales de la pista. Los guías de esquiadores B2 y B3 frecuentemente se posicionan de manera distinta, pues los esquiadores tienen cierta visión, lo que significa que las cosas en las que el guía puede asistirles serán diferentes de lo que necesita un esquiador que casi no tiene vista.